# 乔恩·兰多 (电影制片人)
乔恩·兰多（英語：Jon Landau，1960年7月23日—2024年7月5日）是美国的一位电影制片人。

## 生平
兰多出生在纽约州纽约市，是制片人伊迪（Edie）和伊利·兰多儿子。他以制作《泰坦尼克号》而闻名，并因此赢得了奥斯卡奖。在90年代早期，兰多是二十世纪福克斯电影制作部门的执行副总裁。
2009年，兰登和詹姆斯·卡梅隆合作制作了电影《阿凡达》。